# Раковіца (Бреїла)
Раковіца (рум. Racovița) — село у повіті Бреїла в Румунії. Входить до складу комуни Раковіца.
Село розташоване на відстані 144 км на північний схід від Бухареста, 38 км на захід від Бреїли, 46 км на захід від Галаца.

## Населення
За даними перепису населення 2002 року у селі проживали 729 осіб, усі — румуни. Усі жителі села рідною мовою назвали румунську.